# Agro-Adler Brandenburg
Das ehemalige deutsche Radteam Agro-Adler Brandenburg hatte seinen Sitz in Berlin. Gegründet wurde es 1997. Nach der Saison 2001 löste sich das Team wieder auf. Manager des Teams war Dirk Meier, Sportliche Leiter waren Achmed Wolke, Reneé Schmidt, Annett Neumann und Lothar Thoms.

## Ehemalige Fahrer des Teams
- Ralf Schmidt (1997)
- Danilo Hondo (1997–1998)
- Bert Grabsch (1997–1998)
- Olaf Pollack (1997–1999)
- Martin Müller (1997–1999)
- Volker Ordowski (1998)
- Uwe Ampler (1999)
- Andreas Kappes (1999–2000)
- Andreas Beikirch (2000)
- Roberto Lochowski (2000)
- Christian Lademann (2000)
- Jonas Owczarek

## Erfolge
- 1997: 4. Etappe (Sachsen Tour), Danilo Hondo
- 1998: 2 Etappensiege (Slowenien-Rundfahrt), Olaf Pollack
- 1999: 5. Etappe (Deutschland-Tour), Andreas Kappes
- 2000: 4. Etappe (Sachsen Tour), Roberto Lochowski